# مسيحيون مراثيون
مسيحيون مراثيون هم مجتمع إثني ديني يقيمون في ولاية ماهاراشترا الهندية. وفقاً لتعداد السكان عام 2011 كان حوالي 1% من سكان ولاية ماهاراشترا من المسيحيين، أي أكثر من مليون نسمة.
المسيحيون الماراثيون هم واحدة من اثنين من الطوائف الإثنية المسيحية في ولاية ماهاراشترا. المجموعة الأخرى، هي هنود الشرق، وهم في الغالب من الكاثوليك، ويتركزون في ماهاراشترا الساحلية، ولا سيّما مقاطعات ثين وبالغر، ومدينة مومباي. معظم المسيحيين الماراثيين هم بروتستانت مع بعض الكاثوليك الذين يعيشون في أحمد نجار وسولابور وناشيك وبونه وأورنك آباد ومنطقة جالنا، ويعتبر التعاون المسكوني بين المسيحيين الكاثوليك والبروتستانت الماراثيين أكبر عمومًا منه بالمقارنة مع المجتمعات الأخرى، كما أنَّ معدل الإلمام بالقراءة والكتابة لدى المسيحيين الماراثيين مرتفع جدًا.